# Šehzade Ömer Faruk
Šehzade Ömer Faruk (osmanská turečtina: شهزادہ عمر فاروق; 27. února 1898, Konstantinopol – 28. března 1969, Káhira) byl osmanský princ, syn posledního chalífy Abdulmecida II. a Şehsuvar Hanımefendi.

## Mládí a vojenská služba
Narodil se 27. února 1898 v paláci Ortaköy.
Byl synem Abdulmecida II. a Şehsuvar Hanımefendi. Byl starším nevlastním bratrem Dürrüşehvar Sultan a vnukem sultána Abdulazize a Hayranidil Kadınefendi.
Byl přijat na školu Galatasaray Lycée. Jeho otec hovořil francouzsky a se školou byl spojen prostřednictvím Tevfika Efendiho. Na žádost prince získával soukromé lekce od Saliha Kerameta Beye, syna básnířky Nigâr Hanım. Školu navštěvoval několik let, poté bylo rozhodnuto o jeho dalším studiu a odešel do Evropy. Jako ostatní princové musel získat vojenské vzdělání. Byl přijat na Tereziánskou vojenskou akademii ve Vídni, kterou založila císařovna Marie Terezie. Ömer mluvil plynně anglicky, německy a francouzsky. Jeho němčina byla stejně dobrá tak jako jeho turečtina. Do této akademie ho doprovázel Salih Keramet Bey. Během několika let absolvoval vojenský výcvik, který zahrnoval i kurzy tkaní košíků, tesařství, zednictví, práce s kovy a dalších manuálních činností. Kvůli přísnějšímu tréninku a disciplinovanějšímu postupu byl přeložen z Vídně na Pruskou vojenskou akademii. Za přeložení se zasloužil Enver Paša.
Enver Paša chtěl aby princové získali vojenské vzdělání a zatímto účelem přidělil Ihlamurský palác jako školu pro prince. Navštěvovat tuto školu byla povinnost všech princů do 15 let. Kromě vojenského výcviku se zde vyučovala literatura, historie, náboženství, matematika a geometrie.
Princ Ömer úspěšně absolvoval akademii a stal se profesionálním pruským důstojníkem. Jeho chování odráželo přísné německé vzdělání a až do své smrti zůstal silným vojákem, avšak v hloubi duše byl srdcem romantik a nikdy se nevzdal svých tureckých zvyků.
Během 1. světové války bojoval na straně Němců. Byl poslán do Galiciea odtud do Verdunu. Císař Vilém II. Pruský mu za jeho služby udělil nejprve Řád červeného orla a poté Železný kříž 1. stupně. Císař mu poslal zlatou krabičku na cigarety a také podepsanou fotografii s medailí.
Když Němci prohráli bitvu u Verdunu, princ odešel do Postupimi a vstoupil do Gardového pěšího pluku č. 1. Mezi požadavky na vstup do tohoto pluku byla příslušnost k vysoké aristokratické rodině a výška více než 190 cm. Každý pruský princ byl v tomto pluku registrován od 10 let, ale ti kteří měli malou výšku se nezúčastnili přehlídek. Şehzade byl přijat i když měřil jen 185 cm. Mezi vojáky byl nejmenší ale i přesto se účastnil přehlídek před císařem. Byl významným vojákem, členem osmanské dynastie a sportovcem. V letech 1919–1924 předsedal fotbalovému klubu Fenerbahçe S.K.

## Osobní život
Princ Ömer se zamiloval do Rukiye Sabihy Sultan, dcery sultána Mehmeda VI. a Emine Nazikedy Kadınefendi. Sabiha jeho lásku opětovala. Když Abdulmecid požádal o její ruku pro svého syna, Mehmed tuto nabídku odmítl kvůli jejich příbuzenskému vztahu. Na naléhání jeho matky Şehsuvar, sultán Mehmed sňatek povolil. Byli oddáni 5. prosince 1919 v pavilonu posvátných relikvií v paláci Topkapi. Svatebnímu obřadu předsedal Şeyhülislam Hayrizade Ibrahim Efendi. Zástupcem Sabihy Sultan byl Başkatip Ali Fuad Bey a zástupcem prince Ömer Yaver Paša. Svatební hostina proběhla 29. dubna 1920 v paláci Yıldız.
V květnu 1920 se manželé přestěhovali do sídla Rumelihisarı. V říjnu stejného roku koupil Mehmed dva domy pro jeho dcery ve čtvrti Nişantaşı. Sídla jsou známé jako "Palácová dvojčata". Jeden dům předal Fatmě Uliye Sultan a druhý Sabize. Manželé se rozhodli zimu trávit zde a léto v Rumelihisarı.
Nejstarší dcerou páru byla Neslişah Sultan narozená 4. listopadu 1921 v paláci Nişantaşı. Dalším dítětem byla Hanzade Sultan narozená 19. září 1923 v paláci Dolmabahçe.
V březnu 1924 odešla dynastie do exilu. Ömer Faruk, jeho žena, děti a jejich rodiče se usadili ve Švýcarsku a následně ve Francii. Později odešli do Nice, kde se 15. května 1926 narodila jejich nejmladší dcera Necla Hibetullah Sultan.
Roku 1940 se zúčastnil svatby jeho dcery Neslişah Sultan a prince Muhammada Abdela Moneima, syna posledního egyptského chediva Abbáse II. Hilmího. Jeho další dvě sestry se také provdaly za egyptské prince Mehmeda Aliho Ibrahima a Amra Ibrahima.
Vztah mezi Ömerem a Sabihou se postupem času zhoršil. Princ Ömer měl zájem o svou sestřenici Mihrişah Sultan, dceru korunního prince Şehzade Yusufa Izzeddina.
Roku 1944 došlo k volbě hlavy dynastie. Mihrişah byla na straně Faruka ale volba padla na prince Ahmeda Nihada. Sabiha byla na straně zvoleného vůdce, jakož i její dcery. Faruk obvinil Sabihu za to že proti němu obrátila jejich dcery. Což se stalo záminkou pro rozvod, jelikož již miloval Mihrişah.
Dne 5. března 1948 se po 28 letech manželství rozvedli. Za čtyři měsíce se 31. července 1948 oženil s Mihrişah. V předmanželské smlouvě požádala, aby bylo do smlouvy zahrnuto právo na rozvod. Manželství trvalo jen pár let a nakonec se Mihrişah s Farukem rozvedla. Později Faruk řekl svým přátelům: „Rozvedl jsem se s nejkrásnější ženou na světě, abych si vzal tu nejošklivější. Osud!“
Ömer Faruk zemřel 28. března 1969 v Káhiře. Jeho tělo bylo převezeno do Istanbulu aby bylo pohřbeno v mauzoleu sultána Mahmuta II.